# Максут (Јаши)
Максут (рум. Maxut) насеље је у Румунији у округу Јаши у општини Делени. Oпштина се налази на надморској висини од 202 m.

## Становништво
Према подацима из 2002. године у насељу је живело 2362 становника, од којих су сви румунске националности.